# Just Stop Oil
Just Stop Oil est un groupe militant pour le climat au Royaume-Uni, qui utilise le vandalisme, la résistance civile, l'action directe et les obstructions à la circulation dans le but de contraindre le gouvernement britannique d'arrêter les nouvelles licences et la production de combustibles fossiles,. Il a été lancé le 14 février 2022 et a organisé un mois de perturbations dans les terminaux pétroliers à travers l'Angleterre, en avril 2022.
Le groupe se fait notamment connaître par des actes de vandalisme sur des œuvres d'art tels que des jets de soupe sur des tableaux ou une aspersion de peinture sur Stonehenge.
Entre avril 2022 et avril 2023, plus de 2 000 militants de l'association ont été arrêtés et 138 emprisonnés.
Le mouvement cesse ses actions médiatisées en avril 2025.

## Histoire
Le groupe Just Stop Oil a été lancé le 14 février 2022.

### 2022

#### Perturbation des British Academy of Film and Television Arts
Le 13 mars 2022, des membres ont perturbé les 75e British Academy of Film and Television Arts (BAFTA).

#### Perturbation d'un match de football
Le 20 mars 2022, deux membres ont tenté de perturber un match de football à l'Emirates Stadium d'Arsenal à Londres, mais ont été interceptés. Le 21 mars, un membre a arrêté le jeu lors d'un match de football à Goodison Park à Liverpool lorsqu'il a couru sur le terrain et qu'il a attaché son cou à un poteau de but avec un câble,. Le lendemain, un manifestant est brièvement entré sur le terrain du stade Molineux à Wolverhampton. Le 24 mars, six manifestants ont tenté de perturber un match au Tottenham Hotspur Stadium, dans le Nord de Londres. Tous ont été retirés rapidement, mais le match a été brièvement arrêté.

#### Blocage d'installations pétrolières
Depuis le 1er avril 2022, ils organisent des manifestations dans toute l'Angleterre pour bloquer dix installations pétrolières critiques, dans l'intention de couper l'approvisionnement en essence du Sud-Est de l'Angleterre,,. Les sites concernés étaient les terminaux de carburant d'ExxonMobil à Hythe, Birmingham et West London ; trois sites dans l'Essex (terminal pétrolier Navigator à Thurrock ; Esso à Purfleet ; et Askew Farm Lane, Grays) ; le dépôt pétrolier de Buncefield, Hemel Hempstead, Hertfordshire ; le terminal pétrolier Kingsbury de Valero, Warwickshire ; le dépôt pétrolier BP à Tamworth ; et un site à Southampton. Le 1er avril, ExxonMobil a temporairement suspendu les opérations sur certains de ses sites. Certains parvis pétroliers ont été touchés. Just Stop Oil a déclaré s'être inspiré des manifestations des chauffeurs routiers britanniques en 2000, qui ont paralysé la distribution d'essence. Le 14 avril, des militants de Just Stop Oil ont arrêté et encerclé un pétrolier à Londres, provoquant des embouteillages sur l'autoroute M4. Le 15 avril, des militants ont pris pour cible les terminaux pétroliers de Kingsbury, Navigator et Grays, bloquant des routes et grimpant sur des pétroliers,. Le même jour, il a été signalé que Navigator Thames, ExxonMobil et Valero avaient obtenu des injonctions civiles pour empêcher les manifestations à leurs terminaux pétroliers. Le 19 avril, Just Stop Oil a suspendu ses actions contre la distribution de carburant pendant une semaine dans l'espoir d'une action du gouvernement. Le 28 avril, environ 35 militants de Just Stop Oil ont saboté des pompes à essence dans deux stations-service de l'autoroute M25 (services Cobham dans le Surrey et services Clacket Lane dans le Kent).

#### Perturbation du Grand Prix britannique de F1
Le 3 juillet, un groupe d'activistes de Just Stop Oil a tenté de protester lors du Grand Prix britannique de F1 2022 en s'asseyant au milieu de la piste, cependant, la course a été arrêtée quelques secondes auparavant en raison d'un accident et l'action de protestation n'a eu aucun impact sur l'événement sportif. Plus tard, la police les a arrêtés. Leur protestation a été soutenue par les pilotes de Formule 1 Fernando Alonso, Lewis Hamilton et Carlos Sainz, bien que les trois pilotes aient déclaré que les manifestants n'auraient pas dû se mettre en danger.

#### Peinture sur des bâtiments officiels
Le 31 octobre à Londres, des militants du groupe ont aspergé de la peinture orange sur les façades du ministère de l’Intérieur, du MI5 (renseignement intérieur), de la Banque d’Angleterre et du siège du groupe de médias News Corp.

#### Ciblage d'œuvres d'art

##### Juillet 2022

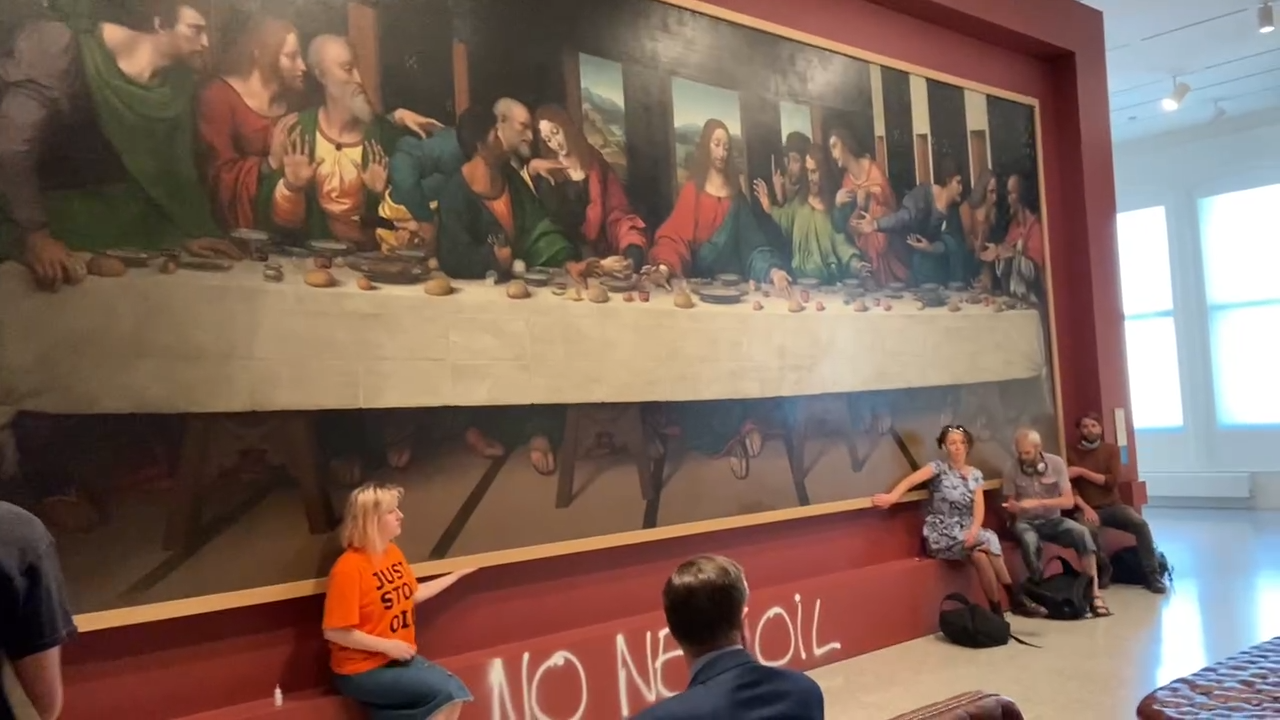
Vandalisme à la Royal Academy of Arts en juillet 2022.

Des militants de Just Stop Oil ont ciblé des œuvres d'art dans des galeries publiques en juillet 2022. Deux militants du groupe se sont collés au tableau de 1821 de John Constable The Hay Wain à la National Gallery de Londres le 4 juillet. Les militants ont recouvert le tableau d'une illustration imprimée qui réinventait The Hay Wain comme une « vision apocalyptique du futur » qui dépeignait « l'effondrement climatique et ce qu'il fera à ce paysage ». Les deux militants ont ensuite été arrêtés par la police et le tableau a été retiré pour être examiné par des restaurateurs. Un groupe de militants s'est collé à une copie du tableau La Cène de Léonard de Vinci à la Royal Academy of Arts le 5 juillet. « No New Oil » a été peint à la bombe sur un mur sous la peinture.

##### Octobre 2022
Le matin du 14 octobre, deux militantes du groupe jettent de la soupe à la tomate sur le tableau Vase avec quatorze tournesols de Van Gogh, exposé à la National Gallery de Londres, dont la valeur est estimée à 84 millions d'euros. Ce tableau est protégé par une vitre, mais elles provoquent des dégâts d'une hauteur de 13 385 $ au cadre italien du XVIIe siècle soutenant le tableau.
Le 27 octobre, trois militants du groupe prennent pour cible le tableau La Jeune Fille à la perle de Johannes Vermeer, exposé au musée Mauritshuis à La Haye. L'un des militants colle sa tête à la vitre protégeant l'œuvre, le deuxième verse de la sauce tomate et le dernier colle sa main sur le mur. Le mouvement dit vouloir faire passer un message : « Qu'est-ce qui vaut le plus, l'art ou la vie ? ».

### 2023

#### Événement sportif
Les manifestants ont forcé un arrêt de jeu lors de la finale du championnat d'Angleterre de rugby à XV du 27 mai entre les Saracens et les Sale Sharks en envahissant le terrain et en lançant de la poudre de peinture orange sur le terrain. Deux hommes ont ensuite été inculpés par la police métropolitaine d'intrusion aggravée.
Le 1er juin, avant la veille du match entre l'Angleterre et l'Irlande, le bus de l'équipe de cricket d'Angleterre a été brièvement arrêté par les manifestants de Just Stop Oil. Le joueur anglais Jonny Bairstow a partagé sur Instagram des images d'activistes de Just Stop Oil qui avaient perturbé le trajet du bus de l'équipe d'Angleterre. Fin juin, des manifestants ont interrompu brièvement un match de cricket opposant l’Angleterre et l’Australie à Londres.
Le 5 juillet, deux manifestants ont interrompu un match de tennis au tournoi de Wimbledon de 2023 en jetant des confettis orange et des pièces de puzzle sur le terrain.

#### Autres protestations

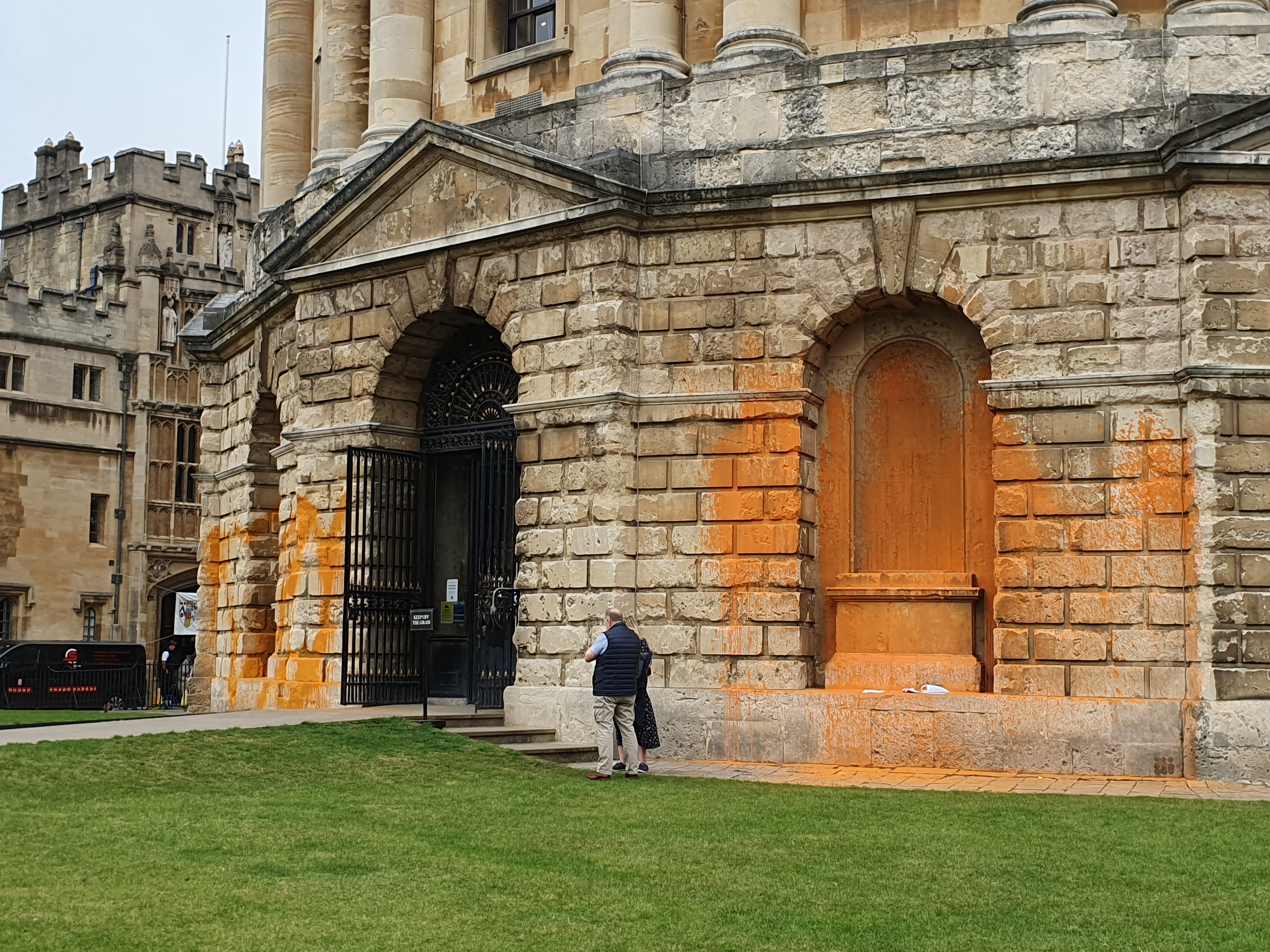
Vandalisme de la Radcliffe Camera en octobre 2023.

Trois manifestants ont été arrêtés le 25 mai 2023 après avoir jeté de la peinture orange sur un jardin de l'exposition florale de Chelsea,.
Le 27 juin, 27 militants ont été arrêtés après avoir jeté de la peinture dans et sur le siège de TotalEnergies à Londres,.
Cinq manifestants ont été inculpés par la police après avoir interrompu la marche des fiertés de Londres le 1er juillet. Ils se sont assis devant le char Coca-Cola pour protester contre l'utilisation du plastique par l'entreprise.

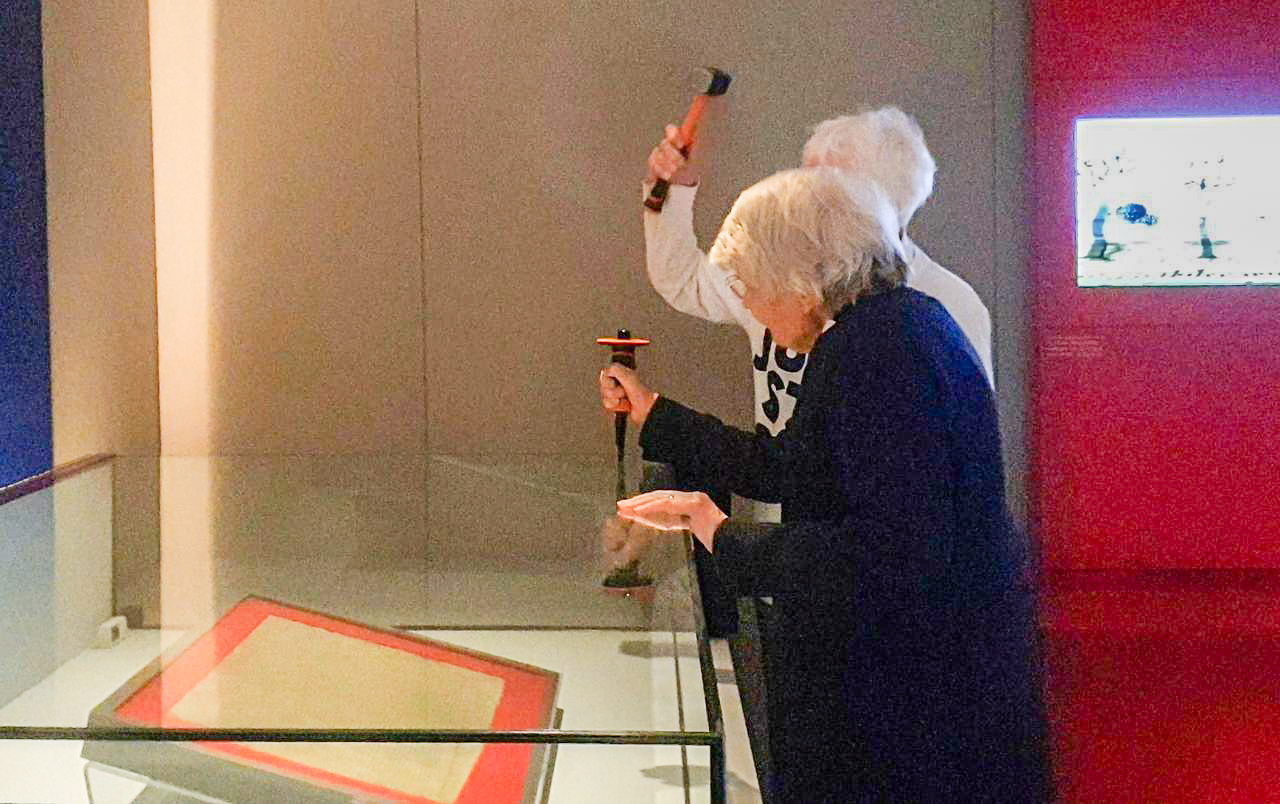
Action sur la vitre de la Magna Carta en mai 2024.

Le 8 juillet, une femme a perturbé le mariage de George Osborne en lançant des confettis orange sur Osborne et sa femme alors qu'ils quittaient la cérémonie,. Just Stop Oil a fait des déclarations qualifiant l'incident de « Confettigate » et soulignant le bilan environnemental d'Osborne en tant que chancelier.
Le 14 juillet, deux manifestants ont interrompu la première nuit des The Proms au Royal Albert Hall de Londres.
Fin octobre 2023, 65 militants ont été arrêtés sur la route autour de Parliament Square.
En novembre 2023, deux militants vandalisent à la National Gallery de Londres la vitre de la Vénus à son miroir du peintre espagnol Diego Vélasquez causant des « dommages minimes » à la surface du tableau.

### 2024

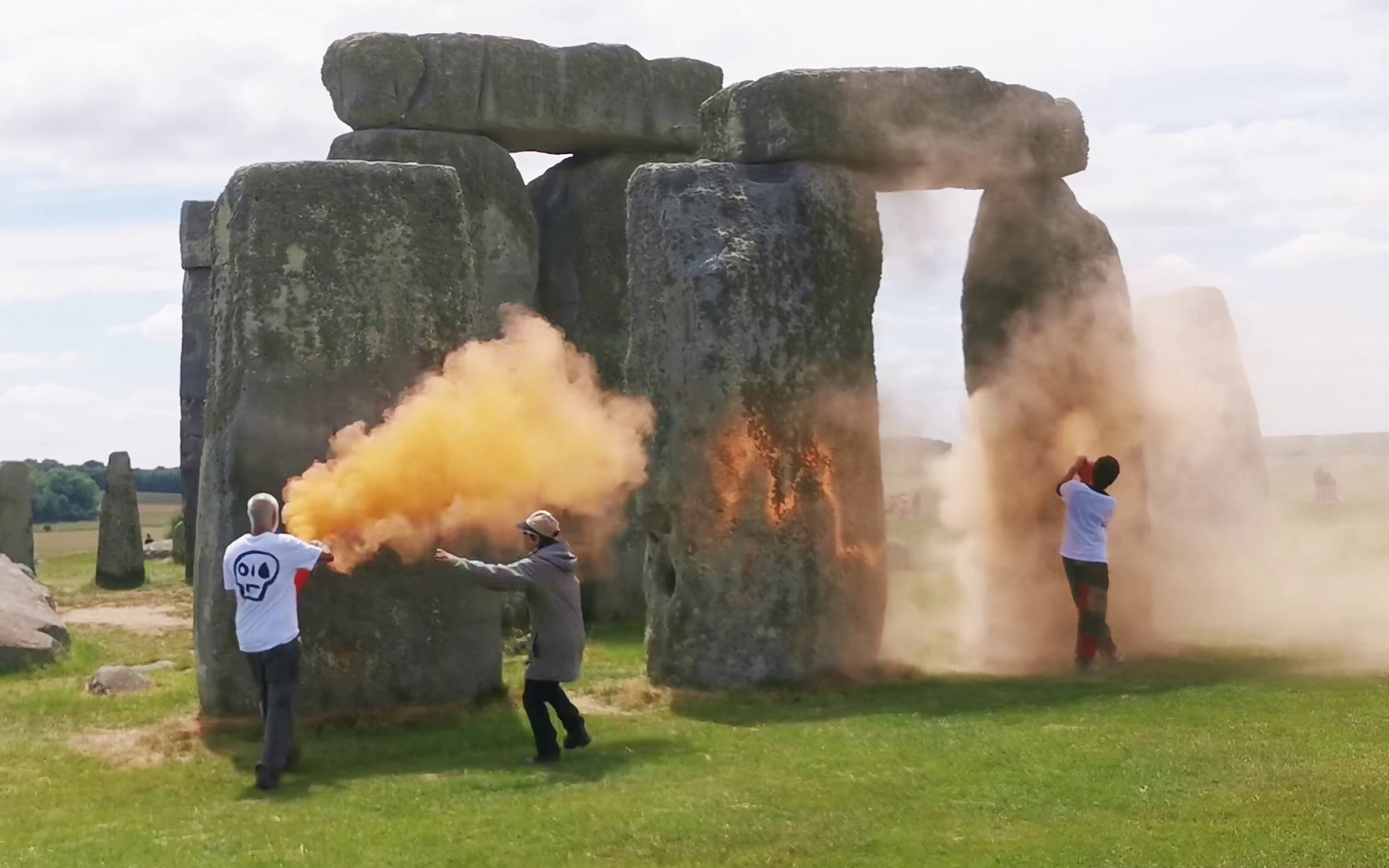
Vandalisme de Stonhehenge en juin 2024.

Le 10 mai, deux militantes octogénaires sont arrêtées à la British Library après avoir endommagé la vitrine qui protège un exemplaire de la « Magna Carta ».
Le collectif recouvre de peinture orange le monument mégalithique de Stonehenge le 19 juin 2024, une action qui lui vaut de vives critiques. La peinture est par chance nettoyée avant qu'il ne pleuve, ce qui aurait endommagé les lichens du couvert végétal du monument,.

## Condamnations judiciaires depuis le1eravril 2022
Deux militants sont condamnés en avril 2023 à trois ans et deux ans et sept mois de prison pour le blocage du pont Elizabeth II, qui traverse la Tamise à l’est de Londres. Ce pont, parmi les plus fréquentés du Royaume-Uni, avec en moyenne 130 000 véhicules par jour, avait été bloqué une quarantaine d'heures, provoquant d'importants embouteillages et des dommages collatéraux parmi lesquelles, une femme enceinte qui avait besoin d’une aide médicale urgente.
En juillet 2024, Roger Hallam est condamné à cinq ans d'emprisonnement tandis que quatre autres accusés le sont à des peines de quatre ans de prison après avoir bloqué en novembre 2022 une partie de l'autoroute M25 provoquant le chaos pendant quatre jours consécutifs et près de 51 000 heures de retard pour les conducteurs. Les personnes bloquées ont également manqué des vols, des rendez-vous médicaux et des examens. Les procureurs ont avancé que les manifestations ont entraîné un coût économique d'au moins 765 000 livres sterling, tandis que le coût pour la police métropolitaine a été estimé à plus de 1,1 million de £. En octobre 2023 deux militantes avait été condamnée à 80 et 40 jours de prison avec sursis pour cette même action.  
Le même mois, deux militantes de Just Stop Oil (JSO) qui ont jeté de la soupe sur le tableau les Tournesols de Vincent van Gogh sont reconnues coupables de dommages criminels. Bien que le tableau lui-même soit sorti indemne, le cadre italien du XVIIe siècle qui le soutenait a été endommagé lors du vandalisme.
Le 27 septembre 2024, deux militantes, Phoebe Plummer et Anna Holland, sont condamnées à respectivement deux ans et vingt mois de prison pour avoir jeté de la soupe sur Les Tournesols de Van Gogh. Elles font partie des 25 militants de Just Stop Oil en prison en 2024. Une heure après l'annonce du verdict, trois militants jettent à nouveau de la soupe sur le tableau en réaction à ces condamnations,.